# Ребека Ан Колинс
Ребека Ан Колинс (на английски: Rebecca Ann Collins) е псевдоним на анонимна австралийска писателка, авторка на бестселъри в жанра исторически любовен роман.

## Биография и творчество
Ребека Ан Колинс прочита книгата на писателката Джейн Остин „Гордост и предразсъдъци“ когато е на 12 години. Тя я запалва по историята на тази отминала епоха. Заедно с работата си като преподавател по литература събира много материали за Джейн Остин и за времето, в което тя твори.
В периода 2008-2011 г. са издадени 11 нейни исторически любовни романа, които са продължение на сагата за героите от романа на Джейн Остин и имението Пембърли. Сюжетът обхваща период от 50 години и три поколения. Серията е много успешна и е преведена в много страни по света.

## Произведения

### Серия „Хрониките на Пембърли“ (Pemberley Chronicles)
1. Pemberley Chronicles (2008) 
Хрониките на Пембърли, изд. „Сиела“, София (2013), прев. Зорница Стоянова-Лечева
2. Women of Pemberley (2008)
3. Netherfield Park Revisited (2008)
4. The Ladies of Longbourn (2008)
5. Mr. Darcy's Daughter (2008)
6. My Cousin Caroline (2009)
7. Postscript from Pemberley (2009)
8. Recollections of Rosings (2010)
9. A Woman of Influence (2010)
10. The Legacy of Pemberley (2010)
11. Expectations of Happiness (2011)